# Philippe Camandona
Philippe Camandona, né le 13 mai 1957, est un pilote automobile suisse, engagé en rallyes automobiles, courses de côte, slalom automobile, et courses sur circuits.

## Biographie
Sa carrière en compétition s'étale de 1978 à 1995 (en 2006 et 2007, il participe de nouveau à quelques compétitions historiques).
Son meilleur résultat en compétition mondiale WRC est une 9e place, 1er du groupe N au rallye Monte-Carlo en 1995, sur Ford Escort RS Cosworth avec Georges Crausaz pour copilote.
Il est le seul Suisse à s'être imposé dans un championnat de rallyes non helvétique, l'ERT (sa compatriote Laurence Jacquet l'a été comme copilote cette-fois, dans le championnat de France en 2005).

## Palmarès

### Titres
- Vainqueur de l'Euro-Rallye-Trophée : 1991, sur Ford Sierra RS Cosworth (copilote le belge Roger Jamoul) ;
- Champion de Suisse des Rallyes : 1990, sur Ford Sierra RS Cosworth (copilote Pierre Périat) ;
- Champion de Suisse des rallyes du Groupe N/GT, en 1987 et 1988 ;
  - Vice-champion de Suisse des rallyes, en 1987 et 1989 ;
  - 3e du championnat de Suisse des rallyes, en 1987 ;

### Victoire en P-WRC
- Rallye Monte-Carlo, en 1995 (1er de classe N4) ;

## Victoire en compétitions de rallyes historiques
- Rallye Sanremo : 2007 (cat. <1970, sur Alfa Romeo GTA).